# Ognuno ha diritto ad amare - Touch Me Not
Ognuno ha diritto ad amare - Touch Me Not (Touch Me Not) è un film del 2018 diretto da Adina Pintilie.
Ha vinto l'Orso d'oro nella sezione principale del 68º Festival Internazionale del Cinema di Berlino.
Il film è stato distribuito nelle sale cinematografiche italiane a partire dal 14 febbraio 2019.

## Trama
Laura non può sopportare di essere toccata e indietreggia con ripugnanza ogni volta che qualcuno cerca di abbracciarla o di sfiorarle una mano. Per questo va in terapia e invita in casa gigolò, ma il suo corpo è ancora come un’armatura. In una successione di scene scollegate, seguiamo altre persone alla ricerca della propria intimità. Christian, che deve convivere con pesanti menomazioni fisiche, parla candidamente di che cosa lo eccita e di che cosa lo tedia nel suo lungo rapporto d’amore con la ragazza di vecchia data. La coppia partecipa a un workshop sulla consapevolezza del corpo a cui prendono parte persone di ogni età, con e senza disabilità, come Tudor. La sua testa calva lo fa sembrare particolarmente e stranamente vulnerabile, e da parte sua ha già conosciuto e accettato le molteplici forme del suo desiderio.

## Riconoscimenti
- 2018 - Festival internazionale del cinema di Berlino
  - Orso d'oro per il miglior film
  - Miglior opera prima